# 高木美穂
高木 美穂（たかぎ みほ、2000年8月25日 - ）は、女性アイドルグループラストアイドルの元メンバー、2023年からバグ神のボーカリストである。北海道札幌市出身。北海高等学校卒業。ファンの名称は「みぽらー」。

## 略歴

### 2015年
- 11月21日、羽美(うみ)という芸名でジャガイモンプロジェクトからデビューする[3]。12月6日、札幌市内でデビューイベントを行った[4]。

### 2016年
- 7月31日、イベント「羽美しほろ撮影会2016夏」北海道河東郡士幌町にて開催[5]。

### 2017年
- 5月17日〜21日に行われた舞台「みちこのみたせかい」に出演[6][7][8]。

### 2018年
- 4月25日〜29日に行われた舞台「ダンスライン札幌」に出演[9][10]。
- 8月10日、ジャガイモンプロジェクトから卒業[11]。
- 8月11日放送の「ラストアイドル」で暫定2期生メンバーの合宿中に挑戦者として登場[12]。翌週18日の放送では立ち位置暫定2番の水野舞菜と対戦する予定だったが、水野が合宿中に体調を崩し、離脱を余儀なくされたためこの対決は持ち越しとなった[13]。9月1日の放送で改めて水野と対決。高木は早見優の「夏色のナンシー」を披露をしたが水野に負けた[14]。
- 10月6日放送の「ラストアイドル」にてラストアイドル2期生アンダーとして活動することが発表された。[15]
- 12月4日に発売されたラストアイドル5枚目シングル「愛しか武器がない」ではラストアイドル2期生アンダーとして「サブリミナル作戦」に参加。また同日、池袋サンシャインシティ噴水広場で行われたラストアイドル5枚目シングル「愛しか武器がない」リリースイベントに参加[16]。
- 12月19日、TOKYO DOME CITY HALLで行われた「ラストアイドル1周年記念コンサート」に出演[17]。

### 2019年
- 3月23日、川崎市とどろきアリーナで行われたB.LEAGUEの川崎ブレイブサンダース対レバンガ北海道戦のハーフタイムショーにて「歩く芸術」と「大人サバイバー」を初披露。
- 4月17日に発売したラストアイドル6枚目シングル「大人サバイバー」では「大人サバイバー」と2期生アンダーの「青春0対0」に参加。
- 4月20日・21日、お台場パレットタウン・パレットプラザで行われたラストアイドル6枚目シングル「大人サバイバー」リリースイベントに出演。ラストアイドルとして「大人サバイバー」「眩しすぎる流れ星」、2期生アンダーとして「サブリミナル作戦」を披露[18]。
- 5月17日、ラストアイドルとして「ミュージックステーション」に初出演。「大人サバイバー」を披露。[19]
- 6月9日、マイナビBLITZ赤坂で行われた「6thシングル『大人サバイバー』発売記念プレミアムライブ」に出演。
- 6月26日、「テレ東音楽祭2019」に出演。
- 8月10日、神宮外苑花火大会にて「青春トレイン」を初披露。
- 8月30日、「ミュージックステーション」2度目の出演。「青春トレイン」を披露。[20]
- 9月11日に発売したラストアイドル7枚目シングル「青春トレイン」では「青春トレイン」と2期生アンダーの「ヒーローなんかなりたくない」に参加。また同日、お台場パレットタウン・パレットプラザで行われたラストアイドル7枚目シングル「青春トレイン」リリースイベントに出演。ラストアイドルとして「青春トレイン」「ラスアイ、よろしく」を披露[21]。
- 9月21日、「CDTV」に初出演。
- 10月7日、「プレミアMelodiX!」に初出演。
- 10月12日、「MUSIC FAIR」に初出演。
- 10月22日、「うたコン」に初出演。
- 12月25日、カルッツかわさきで行われた「ラストアイドルのヒルライ」「ラストアイドル2周年記念クリスマスコンサート」に出演。

### 2020年
- 1月5日、タワーレコード渋谷店B1F・CUT UP STUDIOで行われた「ラスアイフェス2020」に出演。
- 4月15日に発売されたラストアイドル8枚目シングル「愛を知る」では「壁は続く」に参加。
- 11月4日に発売されたラストアイドル9枚目シングル「何人も」では「ハグから始めよう」に参加。
- 12月29日、TOKYO DOME CITY HALLで行われた「ラストアイドル3周年記念コンサート〜2期生と２期生アンダーしか勝たん！公演〜」「ラストアイドル3周年記念コンサート〜やっぱりラスアイしか勝たん！公演〜」に出演。

### 2022年
- 5月31日、ラストアイドルの活動が終了。

### 2023年
- 4月30日、「バグベア神曲また作ったってよ」（バグ神） にボーカルとして加入[22]。活動は同年10月をもって終了した[23]。

### 2024年
- 4月26日、「SAKURADOLL」立ち上げメンバーとなったことを報告した[24]。

## 人物
- 趣味は歌うこと・ヘアアレンジ・ピアノ・ダンス・おしゃれすること[25]。
- 特技はどんな歌でも演歌調に歌える[26]。
- スピードスケート選手の高木美帆と読みは同じだが、漢字が異なる。2022年冬季オリンピックの際に漢字違いが話題になり、高木美穂から高木美帆へのメダル獲得祝福ツイートが新聞に取り上げられた[27]。

### エピソード
- 中学3年生の時、夏祭りのカラオケ大会で歌を披露した動画をツイッターにアップしたらジャガイモンプロジェクトから声をかけてもらいタレント活動を始めた。
- ピアノは小学校1年生から6年生まで習っていたが1回辞めたあと中学3年生からまた習い始めた[25]。
- 中学校はバドミントン部に所属[28]。
- 物を落としたり無くしたりすることが度々あり、「ロストアイドル」とファンから言われる。
- 「ラストアイドル・ラスアイ、よろしく」の企画、「ラスアイ春の大運動会」の中で行われた７０ｍ走にてラスアイメンバーの中で一番遅いタイムを出し鈍足女王になった。また走り方がおかしくその姿がロンドンブーツ1号2号・田村淳がロンドンハーツに命名された「モモ神」に似てることから番組内で「モモ神」と命名された。

## 出演

### テレビ
- ラストアイドル〜3rdシーズン（2018年8月11日・18日・9月1日、テレビ朝日） - 挑戦者として出演[29][30]
- ラストアイドル ラスアイ、よろしく！（2018年10月13日 - 、テレビ朝日）
- ミュージックステーション（2019年5月17日・8月30日）
- CDTV（2019年9月21日、TBSテレビ）
- テレ東音楽祭2019（2019年6月26日、テレビ東京）
- プレミアMelodiX!（2019年10月7日、テレビ東京）
- MUSIC FAIR（2019年10月12日、フジテレビ）
- うたコン（2019年10月22日、NHK）
- KEIRINグランプリ2020特番～粗品2020年最後の勝負！狙え1000万！～（2020年12月30日、ABEMA）[31]

### インターネット生放送
- ラストアイドル生出演 6thシングル「大人サバイバー」リリース記念特番（2019年4月21日、ニコニコ生放送）

### ライブ
- ラストアイドル1周年記念コンサート@TOKYO DOME CITY HALL （2018年12月19日）
- 6thシングル「大人サバイバー」発売記念プレミアムライブ＠マイナビBLITZ赤坂 （2019年6月9日）
- テレビ朝日・六本木ヒルズ夏祭り SUMMER STATION 音楽LIVE 2019（2019年7月13日）
- ラストアイドルのヒルライ@カルッツかわさき（2019年12月25日）
- ラストアイドル2周年記念クリスマスコンサート@カルッツかわさき（2019年12月25日）
- ラスアイフェス2020（2020年1月5日）
- ラスアイのヨルライ（2019年7月30日・10月8日・11月5日、2020年1月14日・2月25日）
- ラスアイの夏やすみ2020（2020年8月11日）[32]
- ラスアイのアキライ2020・DAY1（2020年11月16日）[33]
- ラストアイドル3周年記念コンサート〜2期生と2期生アンダーしか勝たん！公演〜・ラストアイドル3周年記念コンサート〜やっぱりラスアイしか勝たん！公演〜@TOKYO DOME CITY HALL（2020年12月29日）[34]

### イベント
- B.LEAGUE公式戦（2019年3月23日・24日）
- ラストアイドル6thシングル「大人サバイバー」発売記念イベント＠お台場パレットタウン（2019年4月20日・4月21日）[35]
- 六本木アイドルフェスティバル2019（2019年7月27日）
- Tokyo Idol Festival 2019（2019年8月2日・3日・4日）[36]
- 神宮外苑花火大会（2019年8月10日）
- SUMMER SONIC2019（2019年8月18日）
- ラストアイドル 7thシングル「青春トレイン」発売記念＠お台場パレットタウン（2019年9月11日）[37]
- ラストアイドル7thシングル「青春トレイン」発売記念＠もりのみやキューズモールBASE（2019年9月15日）[38]
- ラストアイドル「青春トレイン」発売記念ファンミーティング＠THE GRAND HALL（2019年9月15日）[39]
- Tokyo Idol Festival 2020（2020年10月3日）[40]
- ラスアイ学園（2020年11月8日）[41]

### 舞台
- 舞台『球詠 ～vs 影森・梁幽館編～』（2022年2月17日 - 23日、新宿村LIVE） - 白井莉子 役[42]